# Boa (Webserver)
Boa war ein freier, schlanker Webserver, welcher sich unter anderem für die Anwendung in eingebetteten Systemen eignete. Ursprünglich geschrieben von Paul Phillips, wurde er bis zur Einstellung des Projektes im Jahr 2005 von Larry Doolittle und Jon Nelson betreut. Der Server arbeitete im Gegensatz zu den meisten anderen Webservern, wie der Apache Webserver, mit nur einem Thread. Dadurch und durch seinen minimalistischen Ansatz war er prädestiniert für den Einsatz auf leistungsschwacher Hardware. Neben der Auslieferung statischer Inhalte beherrschte Boa auch die Auslieferung dynamischer Inhalte. Hierzu konnte per CGI Drittsoftware angebunden werden, welche Nutzereingaben verarbeitet und dynamische Ausgaben generiert.
Obwohl die Software nicht mehr weiterentwickelt wird, findet sie weiterhin Verwendung in IoT-Geräten, was aufgrund mehrerer bekannter Sicherheitslücken sehr kritisch ist.

## Leistungsvermögen
Da Serverhardware heutzutage vergleichsweise günstig ist spielt die Fähigkeit Boas auf sehr schwacher Hardware dennoch mit guter Leistung zu laufen praktisch nur noch im Bereich der eingebetteten Systeme eine Rolle. Diese Fähigkeit bedeutet jedoch gleichzeitig, dass Boa auf schneller Hardware statische Inhalte deutlich schneller, also mit einer geringeren Latenz sowie einem höheren Durchsatz, ausliefert als andere Webserver. Das prädestiniert ihn für den Einsatz auf stark frequentierten Webseiten, beispielsweise zur Auslieferung von Grafiken.

## Einschränkungen
Boa hat folgende Einschränkungen: (Stand 2/2010):
- Keine Zugriffskontroll-Funktionen (HTTP-Authentifizierung etc.)
- Keine chroot-Option (in Planung)
- Keine Server Side Includes (SSI ist mit den Zielen in Sachen Leistungsfähigkeit nicht in Einklang zu bringen.)
- Keine SSL-Unterstützung – allerdings gibt es einen Patch für Version 0.94.13, welcher SSL ermöglicht, alternativ: Stunnel (ein generischer SSL-Tunnel)
- Keine Unterstützung für „extra path“ in CGI-Skripten (CGI-Umgebungsvariable PATH_INFO)